# 朱立英
朱立英（1965年10月17日—），男，浙江杭州人，中华人民共和国外交官，曾任中华人民共和国驻马里共和国特命全权大使和中华人民共和国驻毛里求斯共和国特命全权大使。

## 生平
朱立英初中和高中就读于浙江省杭州第二中学，大学毕业于复旦大学外文系法国语言文学专业。1987年，进入中华人民共和国外交部工作，先后在外交部翻译室、外交部礼宾司、驻毛里塔尼亚大使馆、外交部干部司、驻法国大使馆任职。2004年，任驻卢旺达大使馆参赞。2005年，任驻刚果民主共和国大使馆参赞。2007年，任驻法国大使馆参赞。2012年，任外交部办公厅副主任。2014年，挂职云南省红河哈尼族彝族自治州副州长。2016年9月，出任中华人民共和国驻马赛总领事。2018年5月，出任中华人民共和国驻马里大使。2021年7月，出任中华人民共和国驻毛里求斯大使。2024年12月，自驻毛里求斯大使离任。

## 家庭
已婚，有一子。